# Assassination of a High School President
Assassination of a High School President is een Amerikaanse film uit 2008. De film is Brett Simons regiedebuut.

## Verhaal
Bobby Funke is een niet zo populaire jongen op de St. Donovanschool. Hij zegt dat hij een goede schrijver is en werkt voor de schoolkrant, maar krijgt zijn artikels zelden tot nooit op papier. Clara, de redactrice, geeft hem een stuk over Paul Moore, de populaire studentenvoorzitter. Tijdens zijn research worden examens gestolen. Francesca Facchini, de vriendin van Paul Moore, vraagt Bobby deze te zoeken en te ontdekken wie ze gestolen heeft. Na enig onderzoek ontdekt hij dat Paul ze gestolen had. Wanneer hij zijn artikel publiceert en met Francesca naar het schoolbal gaat, slaat Paul hem. Hij blijkt geen enkel motief te hebben, en iets zegt Bobby dat Paul het niet gedaan heeft.

## Rolverdeling
| Acteur              | Personage                   | Opmerkingen                                                                    |
| ------------------- | --------------------------- | ------------------------------------------------------------------------------ |
| Reece Thompson      | Bobby Funke                 | Door hemzelf als Funk uitgesproken, maar door de rest van de school als Funky. |
| Mischa Barton       | Francesca Fachini           |                                                                                |
| Bruce Willis        | Rector Jared T. Kirkpatrick |                                                                                |
| Patrick Taylor      | Paul Moore                  |                                                                                |
| Michael Rapaport    | Coach Z                     |                                                                                |
| Luke Grimes         | Marlon Piazza               | Francesca's stiefbroer                                                         |
| Kathryn Morris      | Verpleegster Platt          |                                                                                |
| Michael Zegen       | Stephen Lohman              |                                                                                |
| Melonie Diaz        | Clara Díaz                  |                                                                                |
| Zoë Kravitz         | Valerie Torres              |                                                                                |
| Josh Pais           | Señor Newell                | Leraar Spaans                                                                  |
| Marc John Jefferies | Elliott Duncan              |                                                                                |
| Zachary Booth       | Rocky Raccoon               |                                                                                |
| Aaron Himelstein    | Tad Goltz                   |                                                                                |
| Joseph Perrino      | Dutch Middleton             |                                                                                |
| John Magaro         | Cipriato                    |                                                                                |
| Robin Lord Taylor   | Alex Schneider              |                                                                                |
| Adam Pally          | Freddy Bismark              |                                                                                |
| Tanya Fischer       | Sam Landis                  |                                                                                |
| Josh Caras          | Marty Mullen                |                                                                                |
| Zach Roerig         | Matt Mullen                 |                                                                                |
| Emily Meade         | Tiffany Ashwood             |                                                                                |
| Gabrielle Brennan   | Chrissy Moore               |                                                                                |
| Quinn Shephard      | Ooglap meisje               |                                                                                |